# Leucochlaena jordana
Leucochlaena jordana là một loài bướm đêm trong họ Noctuidae.